# Kısırkaya, Sarıyer
Kısırkaya là một xã thuộc huyện Sarıyer, tỉnh Istanbul, Thổ Nhĩ Kỳ. Dân số thời điểm năm 2010 là 424 người.